# Diocesi di Huelva
La diocesi di Huelva (in latino Dioecesis Onubensis) è una sede della Chiesa cattolica in Spagna suffraganea dell'arcidiocesi di Siviglia. Nel 2021 contava 508.550 battezzati su 524.278 abitanti. È retta dal vescovo Santiago Gómez Sierra.

## Territorio
La diocesi comprende la provincia di Huelva.
Sede vescovile è la città di Huelva, dove si trova la cattedrale di Nostra Signora della Mercede.
Il territorio è suddiviso in 173 parrocchie, raggruppate in 5 zone pastorali e 9 arcipresbiterati.

## Storia
La diocesi è stata eretta il 22 ottobre 1953 con la bolla Laetamur vehementer di papa Pio XII, ricavandone il territorio dall'arcidiocesi di Siviglia.
Il 14 giugno 1954, con la lettera apostolica Ut recens, papa Pio XII ha proclamato la Beata Maria Vergine Immacolata e San Leandro vescovo patroni della diocesi.
Il 4 luglio 1954 è stato istituito il capitolo della cattedrale con la bolla Cum sit proprium dello stesso papa Pio XII.
Il 2 luglio 1971 per effetto del decreto Ad satius animarum della Congregazione per i vescovi ha mutato il precedente nome latino di Huelvensis in Onubensis.

## Cronotassi dei vescovi
Si omettono i periodi di sede vacante non superiori ai 2 anni o non storicamente accertati.
- Pedro Cantero Cuadrado † (23 ottobre 1953 - 20 maggio 1964 nominato arcivescovo di Saragozza)
- José María García Lahiguera † (7 luglio 1964 - 1º luglio 1969 nominato arcivescovo di Valencia)
- Rafael González Moralejo † (28 novembre 1969 - 27 ottobre 1993 ritirato)
- Ignacio Noguer Carmona † (27 ottobre 1993 - 17 luglio 2006 ritirato)
- José Vilaplana Blasco (17 luglio 2006 - 15 giugno 2020 ritirato)
- Santiago Gómez Sierra, dal 15 giugno 2020

## Statistiche
La diocesi nel 2021 su una popolazione di 524.278 persone contava 508.550 battezzati, corrispondenti al 97,0% del totale.
| anno | popolazione | popolazione | popolazione | presbiteri | presbiteri | presbiteri | presbiteri                | diaconi | religiosi | religiosi | parrocchie |
| anno | battezzati  | totale      | %           | numero     | secolari   | regolari   | battezzati per presbitero | diaconi | uomini    | donne     | parrocchie |
| ---- | ----------- | ----------- | ----------- | ---------- | ---------- | ---------- | ------------------------- | ------- | --------- | --------- | ---------- |
| 1970 | 405.660     | 405.680     | 100,0       | 200        | 158        | 42         | 2.028                     | 1       | 62        | 515       | 152        |
| 1980 | 423.711     | 427.991     | 99,0        | 180        | 138        | 42         | 2.353                     |         | 71        | 429       | 169        |
| 1990 | 424.644     | 446.994     | 95,0        | 158        | 119        | 39         | 2.687                     | 1       | 65        | 504       | 169        |
| 1999 | 447.459     | 454.735     | 98,4        | 154        | 123        | 31         | 2.905                     | 6       | 63        | 436       | 170        |
| 2000 | 445.818     | 453.958     | 98,2        | 152        | 123        | 29         | 2.933                     | 7       | 59        | 427       | 170        |
| 2001 | 443.782     | 457.507     | 97,0        | 152        | 121        | 31         | 2.919                     | 7       | 60        | 427       | 170        |
| 2002 | 447.878     | 461.730     | 97,0        | 151        | 121        | 30         | 2.966                     | 7       | 54        | 422       | 170        |
| 2003 | 450.792     | 464.734     | 97,0        | 148        | 116        | 32         | 3.045                     | 8       | 56        | 398       | 170        |
| 2004 | 446.337     | 464.934     | 96,0        | 150        | 116        | 34         | 2.975                     | 8       | 61        | 380       | 170        |
| 2006 | 464.440     | 483.792     | 96,0        | 153        | 117        | 36         | 3.035                     | 15      | 58        | 369       | 170        |
| 2013 | 491.200     | 522.600     | 94,0        | 150        | 115        | 35         | 3.274                     | 17      | 48        | 269       | 172        |
| 2016 | 503.000     | 518.000     | 97,1        | 150        | 116        | 34         | 3.353                     | 17      | 42        | 274       | 173        |
| 2019 | 504.334     | 519.932     | 97,0        | 137        | 113        | 24         | 3.681                     | 17      | 27        | 260       | 173        |
| 2021 | 508.550     | 524.278     | 97,0        | 130        | 112        | 18         | 3.911                     | 16      | 20        | 239       | 173        |